# Sdentato
Sdentato (Toothless) è un personaggio immaginario, creato dalla scrittrice Cressida Cowell. Nel franchise di Dragon Trainer è uno dei protagonisti della serie di romanzi e dei film d'animazione.Sdentato si chiama così perché possiede dei denti retrattili. È un drago che diventa fido compagno e amico del protagonista della serie, Hiccup.

## Nei romanzi di Cressida Cowell
Sdentato appare sin dal primo romanzo: nell'isola di Berk, è tradizione che i giovani Vichinghi si procurino il proprio drago, infilandosi in una grotta e scegliendone uno tra i tanti presenti. Hiccup, essendo figlio del capo villaggio Stoick, dovrebbe scegliere un drago di grande rilevanza, come un Monstrous Nightmare (nella versione italiana dei film tradotto come Incubo Orrendo), drago scelto usualmente dai capi e dai loro eredi.
A causa di uno dei ragazzi, il gracile Gambedipesce, però tutti i draghi della caverna si risvegliano e i ragazzi sono costretti a scappare. Successivamente Hiccup riesce a tornare nella caverna e a recuperare un altro drago, che tiene con sé.
Una volta a casa, Hiccup si rende subito conto di quanto il piccolo rettile sia disobbediente e arrogante. A dispetto di altri Vichinghi, infatti, Hiccup è in grado di parlare il Dragonese, la lingua dei draghi, proibita da molto tempo per via delle guerre tra Draghi e Uomini. 
Il piccolo drago si rivela egoista e decide di assecondare Hiccup solo scendendo a patti con quest'ultimo. Durante il rito di iniziazione dei giovani membri della tribù, Sdentato offende Fireworm, la draghessa di Moccicoso, cugino e grande rivale di Hiccup, e dà origine a una violenta faida che causa l'esilio di tutti i giovani.
Quando però il pericolo rappresentato dalla Morte Verde si fa avanti, Sdentato e Hiccup salvano la situazione, venendo celebrati come degli eroi. Da quel momento, condivideranno molte avventure insieme.

## Nei film e Serie TV della DreamWorks
La storia di Sdentato e Hiccup nei film DreamWorks è notevolmente diversa. Innanzitutto i draghi non vengono addomesticati dagli uomini ma, al contrario, attaccano i villaggi per razziare le provviste e gli animali.
L'incontro con Hiccup quindi avviene in maniera più violenta e differente: Sdentato infatti è uno dei draghi che assalgono l'isola di Berk e, durante una delle notti passate a razziare il villaggio, viene catturato da una bola lanciata proprio dal gracile Vichingo, che il giorno dopo lo ritrova intrappolato nella foresta. Il drago si prepara a ricevere il colpo finale ma inaspettatamente si ritrova liberato dal ragazzo e scappa.
Nei giorni seguenti, Hiccup scopre che il drago è ancora sull'Isola, incapace di abbandonarla e tornare a volare in quanto, a causa della violenta caduta nella notte dell'attacco, ha perso metà della sua coda e questo gli impedisce di prendere il volo. Hiccup inizia a interessarsi alla creatura e passa le giornate a studiarlo. Il drago all'inizio è molto diffidente nei confronti del giovane Vichingo, ma anziché ucciderlo all'istante (come tutti pensano) lo ignora e lo caccia quando si fa più fastidioso. Col passare del tempo, i due si avvicinano sempre di più, soprattutto dopo che Hiccup riesce a realizzare una sella e una protesi che permettono al drago di volare di nuovo nei cieli. I due formano così un sincero legame di amicizia e Hiccup decide di chiamare il suo nuovo compagno "Sdentato", per via dei suoi denti retrattili. Grazie a lui, il giovane si rende conto che i draghi non sono creature malvagie e abominevoli così decide di non cercare più di ucciderli. Purtroppo, Sdentato viene scoperto quando si lancia a proteggere Hiccup da un altro drago. Imprigionato, viene costretto a guidare i vichinghi alla tana dei suoi simili. Hiccup riesce a raggiungerlo e insieme sfidano la Morte Rossa, gigantesca regina dei draghi. Alla fine di una imponente battaglia la uccidono, anche se Hiccup perde la gamba sinistra nella lotta. Grazie alla loro impresa, però, i Vichinghi e i Draghi possono finalmente vivere in pace e Sdentato rimane a vivere al fianco di Hiccup. 
Nella serie televisiva Dragons, ambientata tra il primo e secondo film, Sdentato aiuta Hiccup e i suoi amici a rendere la convivenza tra draghi e vichinghi il più semplice possibile. I due sono inseparabili e pronti a dare la vita l'uno per l'altro, come dimostrato in parecchi episodi. Nell'episodio Un incubo del passato, si scopre che Sdentato ha una nemesi: una Morte Sussurrate; ma alla fine i draghi finiscono per conciliarsi.  
Nel seguito del film, Dragon Trainer 2, Sdentato è ancora al fianco di Hiccup (ormai ventenne e fidanzato ufficialmente con Astrid) e lo accompagna dappertutto, esplorando nuove terre intorno a Berk. Durante un viaggio, i 2 amici incontrano dei cacciatori di draghi che lavorano per Drago Bludvist, uno spietato condottiero che vuole sia sterminare i draghi sia usarli a scopo bellico. Nonostante le proteste di Stoick, Hiccup parte alla ricerca di Bludvist, sperando di fargli cambiare idea; ma durante il viaggio, vengono "catturati" da Valka, una protettrice di draghi e madre del ragazzo perduta da tempo. Nell'oasi in cui Valka si nasconde, Sdentato trova la Bestia Selvaggia, il cosiddetto drago Alpha, il quale attraverso sguardi, riesce a imporsi. Ma la tana viene attaccata da Drago e dalla sua Bestia Selvaggia. Quest'ultimo uccide il drago di Valka e così riesce a prendere il controllo di tutti i draghi in circolazione, tra cui Sdentato, che viene obbligato a uccidere Stoick. Ma il padrone riesce a svegliarlo dall'ipnosi e, dopo un epico combattimento, Sdentato detronizza la malvagia Bestia Selvaggia (che scappa con Drago) e diventa il nuovo Alpha.
Nel capitolo finale della saga, Hiccup e Sdentato sono entrambi capi, rispettivamente del villaggio e dei draghi. I due continuano a organizzare con successo salvataggi di vari draghi catturati dagli uomini di Grimmel, un nuovo cacciatore ex apprendista di Drago Bludvist. A causa della sovrappopolazione su Berk e degli attacchi di Grimmel, deciso a sterminare le Furie Buie, gli abitanti devono emigrare su una nuova isola. Nel mentre Sdentato si innamora di una Furia Chiara (usata come esca dai cacciatori) e, nonostante in un primo momento sia titubante, Hiccup è costretto a lasciarlo andare libero. I due amici finiscono poi per ritrovarsi nel mondo nascosto, luogo da cui provengono tutti i draghi. Purtroppo, a causa di Testa Bruta, Grimmel trova la nuova Berk e cattura tutti i draghi; ma alla fine viene sconfitto e ucciso. E così Hiccup capisce che finché i draghi vivranno con gli abitanti di Berk, saranno sempre un bersaglio. A malincuore il ragazzo deve lasciare andare gli animali e il suo migliore amico. Nell'epilogo, Hiccup e Astrid, ormai sposati e genitori, partono e raggiungono il mondo nascosto per ritrovare Sdentato, che ora è anche lui accoppiato con la furia chiara e padre di 3 cuccioli, e Tempestosa e volano nuovamente tutti assieme.

## Aspetto fisico e caratteristiche
Sdentato è sicuramente uno dei personaggi che ha subito più modifiche nei film rispetto ai romanzi.
Nei libri di Cressida Cowell è descritto come un piccolo drago alato con le scaglie verdi e inserti rossi sulle ali (questo aspetto verrà utilizzato per creare il nuovo draghetto noto nel film come Terribile Terrore). Non si conosce la sua razza specifica, ma Gambedipesce dichiara (per impressionare di più i membri del villaggio) che si tratta di una rarissima specie nota come "Sogno ad Occhi Aperti". 

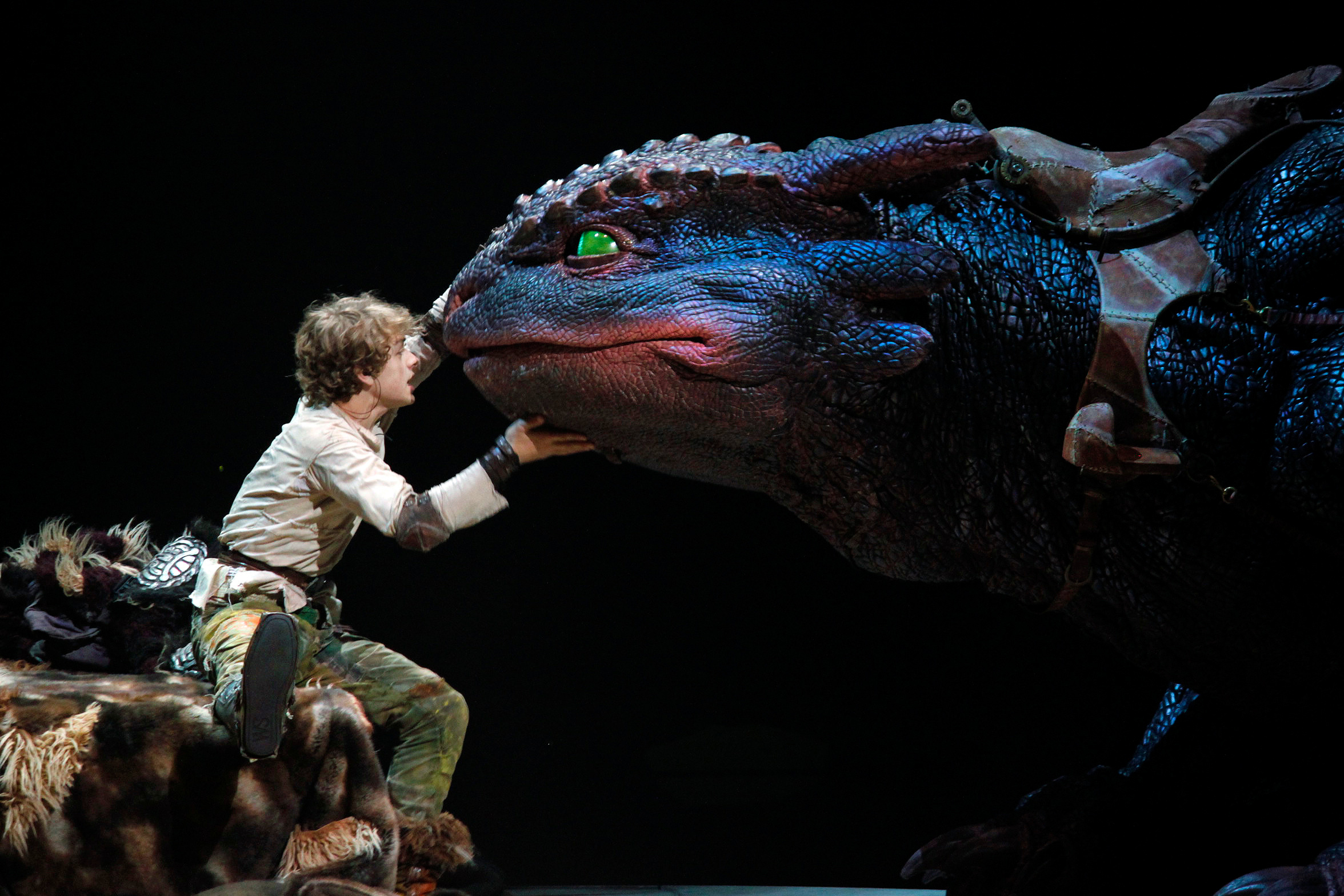
Hiccup e Sdentato nello spettacolo dal vivo di Dragon Trainer

Nei film, Sdentato si rivela fin da subito essere membro della razza più temuta e pericolosa al mondo, la Furia Buia, definita "la diabolica progenie del fulmine e della morte". 
È un drago di medie dimensioni, le sue scaglie sono nere come la notte: questo gli consente di mimetizzarsi meglio nei cieli notturni. La Furia Buia grazie al suo corpo aerodinamico e slanciato è la razza più veloce conosciuta dai Vichinghi. 
Anche la sua potenza di fuoco è molto grande, grazie al suo raggio al plasma che ha una potenza di fuoco ed esplosiva considerevoli che, uniti alla sua mira eccezionale, lo rendono estremamente pericoloso. Può incanalare fulmini che gli consentono di sparire temporaneamente e di fulminare chiunque gli sia vicino. Nonostante appaia come molto pericoloso e spaventoso, in realtà si dimostra un giocherellone e affettuoso animale, a tratti molto simile a un grosso gatto; ma nel momento del pericolo, sa essere un abile e spietato guerriero. 
Dimostra anche molto affetto per tutti, soprattutto i più deboli e in difficoltà (a differenza dei libri dove è un autentico egoista e menefreghista, anche se si dimostra anche un valoroso e caro amico).
Altra particolare caratteristica, origine del nome datogli da Hiccup, sono i suoi denti retrattili, che possono apparire e scomparire a piacimento.
Altra importante differenza dai libri di Cressida Cowell è che nel film è stato rimosso il Dragonese, cosicché Hiccup non può comunicare normalmente con Sdentato, che si esprime solo attraverso ruggiti e versi animali. Ciononostante, come tutti i draghi dimostra una grande intelligenza e riesce anche a percepire meglio di altri la realtà intorno a lui.

## Relazioni
Oltre a Hiccup, Sdentato forma diversi legami anche con gli altri personaggi.
- Stoick: sia nei libri sia nei film, Stoick non vede di buon occhio il drago del figlio. Nel primo romanzo, Sdentato arriva ad aggredirlo nel momento in cui si incontrano e Stoick mostra diffidenza e vergogna nei confronti del piccolo rettile, non adatto al figlio di un capo. Nel primo film invece, Stoick crede che Sdentato voglia attaccare Hiccup e si scaglia contro di lui, rischiando di rimanere ucciso; in seguito sfrutta il drago per arrivare agli altri, ma si ritrova in guai più grossi. Alla fine però, sia nei libri sia nei film, riconosce il valore del rettile e lo accetta.

Nei film nella serie Tv, inoltre, formano un legame molto forte, aiutandosi a vicenda più volte, soprattutto per salvare Hiccup.
- Valka: nel secondo film, Valka è molto sorpresa ed estasiata nel conoscere il drago del figlio e i due si trovano subito in forte sintonia. La donna riesce anche a scoprire che Sdentato ha la stessa età di Hiccup.
- I Berkiani: Sdentato all'inizio non era visto molto bene dalla gente di Berk. Il primo essere umano, oltre a Hiccup, con cui si trova d'accordo è Astrid, la ragazza più forte del villaggio, che in seguito a un meraviglioso volo sulla sua groppa capisce anch'essa che il drago non è una minaccia e forma un forte legame con lui. Gli altri abitanti imparano ad apprezzarlo e il drago gode di buona fama tra i Berkiani, soprattutto Stoick, Skaracchio e i ragazzi. Con tutti si dimostra un ottimo amico e un prezioso aiutante.
- Gli altri draghi: Sdentato è riconosciuto dagli altri draghi come un fiero compagno e un potente nemico. I draghi degli altri ragazzi sono tutti in rapporti amichevoli con lui, specialmente Tempestosa, il drago di Astrid. Con i draghi avversi a Berk, Sdentato si dimostra sempre pronto a fronteggiarli e a sconfiggerli, riuscendovi il più delle volte.
- I nemici di Berk: a causa del fatto di essere uno dei draghi più temuti e rari di sempre, Sdentato è sempre il principale obiettivo dei nemici di Berk, in particolare Alvin il Traditore e Dagur lo Squilibrato, che bramano sempre di impossessarsi di lui e usarlo per i loro scopi.